# VEB Ölheizgerätewerk Neubrandenburg
Der VEB Ölheizgerätewerk Neubrandenburg, auch unter dem Namen VEB Sirokko-Gerätewerk bekannt, war ein volkseigener Betrieb in Neubrandenburg, der sich auf die Herstellung von Fahrzeug-Standheizungen spezialisiert hatte.

## Geschichte
Der VEB Ölheizgerätewerk ging 1953 aus der auf dem gleichen Standort seit 1885 existierenden Firma Lythall hervor. Er befand sich direkt an der Eisenbahnstrecke Stettin-Hamburg, rund 700 Meter östlich des Bahnhofs Neubrandenburg auf dem heutigen Gelände der Firma Webasto.
Firma Lythall wurde 1953 verstaatlicht und erhielt den Namen VEB Maschinenbau Neubrandenburg. Die Produktion war auf Bedürfnisse der Landwirtschaft ausgerichtet und umfasste Fertigung und Reparatur von Landmaschinen. 1957 begann auf Beschluss der DDR-Regierung die Entwicklung und Produktion von Heizgeräten für Wasser-, Straßen- und Schienenfahrzeuge. Dazu wurde die Heizgerätefertigung des VEB Fahrzeugausrüstung Berlin schrittweise übernommen. 1961 erfolgte die Umbenennung in den VEB Sirokko, der nach einem internationalen Rechtsstreit 1964 in VEB Ölheizgerätewerk Neubrandenburg und 1980 in VEB Sirokko-Gerätewerk Neubrandenburg geändert wurde. Er wurde 1978 dem VEB Kombinat Fortschritt Landmaschinen unterstellt. 
Mit Beginn der Produktion von Heizgeräten stieg die Anzahl der Beschäftigten von etwa 360 im Jahr 1958 auf etwa 2250 von 1975 bis 1990, davon ungefähr 50 % in der Neubrandenburger Zentrale. Der Anstieg ergab sich auch durch Zuordnung anderer Betrieben aus dem ehemaligen Bezirk Neubrandenburg. Wesentlichen Anteil an der Entwicklung des VEB Ölheizgerätewerk hatte Ulrich Stark als Betriebsleiter von 1968 bis 1987.
Unmittelbar nach der politischen Wende 1989 nahm die Betriebsleitung Kontakt mit Webasto Stockdorf auf, um Möglichkeiten einer Zusammenarbeit auszuloten. Im September 1990 wurden die Verträge mit der Berliner Treuhandanstalt zur 100-prozentigen Übernahme durch die Webasto-AG unterzeichnet.

## Erzeugnisse

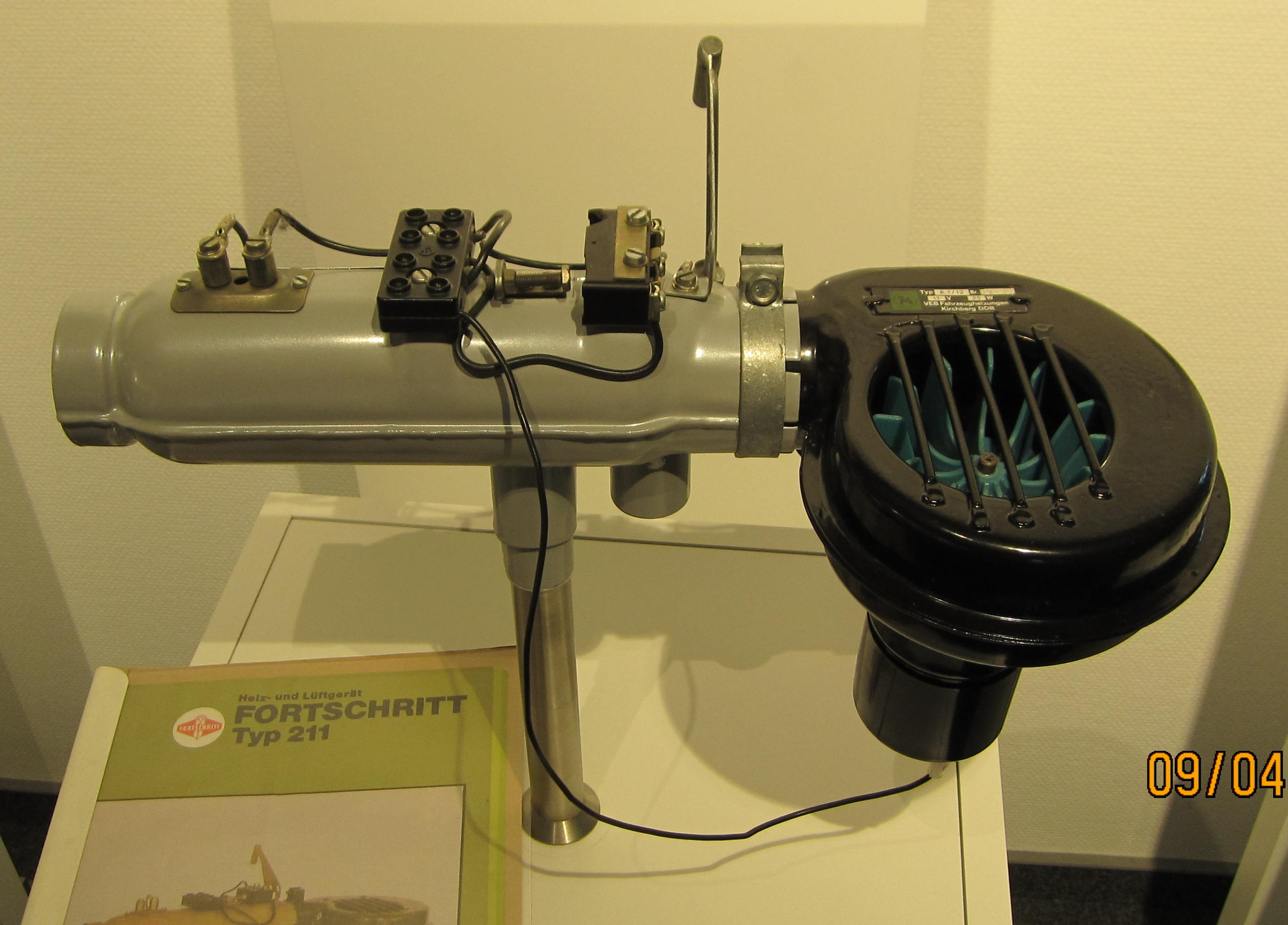
Luftheizgerät Typ 211

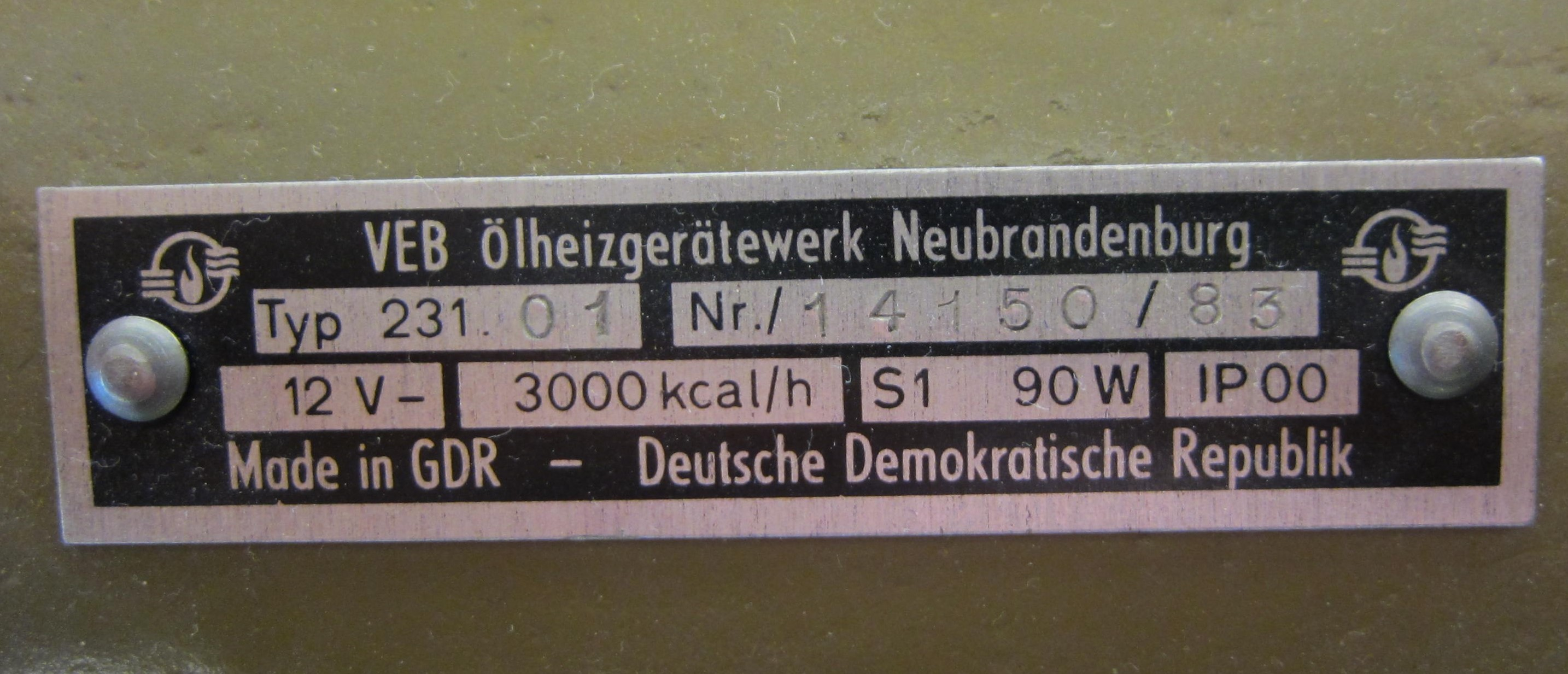
Typschild Luftheizgerät Typ 231

Übersicht der wichtigsten Heizgerätetypen:
| Bezeichnung                                   | Kraftstoff      | Anwendung                                                                      | Hauptkunden                                             |
| --------------------------------------------- | --------------- | ------------------------------------------------------------------------------ | ------------------------------------------------------- |
| Luftheizgerät Typ 211                         | Benzin          | Beheizung Innenraum von PKW                                                    | VEB Sachsenring Zwickau Jelcz (PL)                      |
| Luftheizgerät Typ 221                         | Benzin          | Beheizung Innenraum von PKW, LKW-Kabinen, Kommandobrücken und Wasserfahrzeugen |                                                         |
| Luftheizgerät Typ 231                         | Benzin          | Beheizung von Kleintransportern, Kofferaufbauten und LKW-Kabinen               | VEB Barkas-Werke                                        |
| Luftheizgerät Typ 232                         | Diesel          | Beheizung von Kleintransportern, Kofferaufbauten und LKW-Kabinen               | VEB Schwermaschinenbau NOBAS Nordhausen VEB Zemag Zeitz |
| Luftheizgerät Typ 241 Typ 251 Typ 255 Typ 265 | Diesel          | Beheizung Fahrgastraum von Bussen                                              | Ikarus (H) VEB Robur-Werke Zittau                       |
| Luftheizgerät Typ 266 (220V)                  |                 | mobile Beheizung von Werkstätten, Baustellen Garagen etc.                      |                                                         |
| Wasserheizgerät Typ 277                       | Benzin / Diesel | Vorwärmung LKW-Motore                                                          | Star Starachowice (PL)                                  |
| Wasserheizgerät Typ 268                       | Diesel          | Beheizung Fahrgastraum von Bussen                                              | Ikarus (H) Karosa (CZ) Jelcz (PL) Autosan (PL)          |
| Mischluftgerät Typ 291                        | Diesel          | Baustellenheizung                                                              |                                                         |

Als Konsumgüterproduktion wurde ein Fahrradseilschloss mit einer Jahresstückzahl von ca. 600 000 hergestellt.
Ab 1984 gab es einen abgeschirmten Bereich „Spezielle Produktion“ in dem Komponenten für die Panzerabwehrwaffe RPG-18 produziert wurden.

## Betriebsteile und Standorte
Auf Grund der Mangelwirtschaft in der DDR mussten sehr viele Teile und Baugruppen für die Heizgeräte selbst entwickelt und gefertigt werden. So bildeten sich spezialisierte Bereiche für Werkzeugbau, Grau- und Aluminiumguss, Blechumformung, Galvanik, mechanische Bearbeitung, Schweißarbeiten und elektrische/elektronische Baugruppen wie Elektromotoren, Spulen, Kabel und Steuergeräte.
| Betriebsteil                                                                   | Aufgabe |
| Neubrandenburg                                                                 | Zentrale Werksleitung, Vorfertigung, Blechzuschnitt, Galvanik und Farbgebung, Schweißerei, Mechanische Werkstatt, Werkzeug- und Rationalisierungsmittelbau, Endmontage Heizgeräte |
| – Weitin – Ravensburgstraße – Warliner Straße – Reitbahnweg – Woldegker Straße | Entwicklung Ersatzteillager Rechenzentrum Betriebsschule Arbeitsvorbereitung |
| Woldegk                                                                        | Baugruppenfertigung Wasserheizgeräte (Blechverarbeitung) |
| Friedland 1                                                                    | Behälterbau, Blechverarbeitung |
| Friedland 2                                                                    | Gießerei für Grau- und Aluminiumguss |
| Lychen                                                                         | E-Motorenfertigung, elektrische und elektronische Baugruppen |
| Loitz                                                                          | Ölpumpen-Fertigung, Endmontage der Heizgeräte Typ 231 und 232 |
| Blankensee                                                                     | Elektrische Baugruppen |
| Ueckermünde                                                                    | Endmontage der Heizgeräte Typ 211, 221 und 291, Bau von Schiffs- und Reichsbahnlaternen                                                                                           |
| Torgelow                                                                       | Kundendienstzentrale, Lüfter-, Laufradproduktion, Fertigung Fahrradseilschloss |

## Gesundheitliche und soziale Betreuung der Belegschaft, Aus- und Weiterbildung
Die Belegschaft wurde sozial und gesundheitlich betreut, dazu gab es diverse betriebliche Einrichtungen:
- Sanitätsstelle mit temporär angestellten Ärzten und fest angestellten Krankenschwestern
- Werkküche für die Frühstücks-, Mittags-, Spät- und Nachtschichtversorgung
- kostenloser Schichtarbeitertransport
- Betriebskindergarten und Kinderkrippe
- Kinderferienlager
- Lehrausbildung mit jährlich über 100 Lehrlingen
- Betriebsakademie für die Aus- und Fortbildung der Facharbeiter und Meister sowie des Fach- und Hochschulpersonals
- Polytechnischer Unterricht für Schüler der 7. Bis 10. Klassen für jährlich durchschnittlich 600 Schüler
- Wissenschaftlich-praktische Arbeit (WPA) für Schüler der 11. und 12. Klasse der Erweiterten Oberschulen
- Betriebssportgemeinschaft (BSG) mit ca. 400 Mitgliedern;